# Kindar, prince du désert
Pour plus de détails, voir Fiche technique et Distribution.
Kindar prince du désert (Kindar l’invulnerabile) est un film italien d'Osvaldo Civirani sorti en 1965.

## Synopsis
c'est l'histoire d'un roi.Que les présages annoncent qu'il aura un fils et que ce fils va être tué...fit appel à des magiciens qui à la suite d'une cérémonie rend l'enfant invulnérable,dont sa peau même ne peut être transpercée...voilà qu'il grandit...nageant dans le lac des crocodiles,joue même avec ces derniers car leurs dents ne lui causèrent aucune égratignure...À la mort de son père. ..son frère aîné décide de prendre le trône,mais le testament fait de Kindar le seul héritier.Il faut le tuer mais comment.Il y a toute une panoplie d'ingrédients mystiques à trouver,des épines pour faire le feu.Ce fameux poignard qui doit passer trois jours au feu et tenu à main nue pour le poignarder.Enfin le frère va réussir à faire avouer le secret aux mages et à organiser le rituel.Mais,Kindar va être sauver par un serviteur quoique blessé lança un poignard au cou de son frère qui allait prendre le poignard au feu pour le tuer,déjà ligoté par une herbe qui le rendait sans force, comme endormi ou hypnotisé.

## Fiche technique
- Titre original : Kindar l’invulnerabile
- Titre français : Kindar, prince du désert[1]
- Réalisation : Osvaldo Civirani
- Scénario : Alessandro Ferrau et Roberto Gianviti
- Adaptation française : Jeanne Vidal , ingénieur du son ; Maurice Laroche , dialogues français : Roger Arnold
- Directeur de la photographie : Franco Frazzi et Osvaldo Civirani
- Système : Techniscope , Technicolor
- Musique  : Lallo Gori
- Costumes : Mario Giorsi
- Production : Wonder film Rome, Copro film Le Caire
- assistant realisateur : Bona Magrini
- Directeur de production : Adriano Merkel
- Decors : Pier Vittorio Marchi
- Montage : Nella Nannuzzi
- Studio : Incir de Paolis
- Genre : film d'aventure, film d'action, péplum
- Pays :  Italie -  Égypte
- Aspect ratio : 2.35 : 1
- Durée : 87 minutes
- Distributeur en France : Cosmopolis films et les films Marbeuf
- Date de sortie :
  - Italie : 5 mars 1965
  - France : 19 janvier 1966[1]

## Distribution
- Mark Forest  (VF : Jacques Torrens) : Kindar
- Rosalba  Neri  (VF : Régine Blaess ) : Kira
- Mimmo Palmara  (VF : Rene Arrieu) : Seymuth
- Renato  Rossini  (VF : Roger Rudel) :  Syrio fils d’Amka
- Orchidea de Santis  (VF : Nicole Favart)  : Nefar
- Hussein Kandil  (VF : Pierre Garin)  : Houmie
- Giulio Tomassini  (VF : Gérard Férat) : Amka  roi de Outor
- Omar Zulficar  (VF : Claude Joseph): Omar
- Sherifa Maher  (VF : Jacqueline Riviere)  : Pentres
- et avec les voix de Fernand Fabre, Richard Francoeur, Jean Berton